# جامعه‌پذیری
اجتماعی شدن اصطلاحی است که توسط جامعه‌شناسان، روان‌شناسان اجتماعی و مردم‌شناسان استفاده می‌شود و به روندی گفته می‌شود که در آن شخص در طول حیات خویش هنجارها، عرف‌ها و ارزش‌های جامعه خویش را یاد می‌گیرد. به عبارتی؛ آماده شدن فرد توسط جامعه برای بر عهده گرفتن نقش‌ها و پذیرفتن فرهنگ آن جامعه را جامعه‌پذیری می‌گویند. زمانی که فردی در جامعه، جامعه‌پذیر نشود، یا به اصطلاح، دچار کج‌روی اجتماعی شود و همچنین، جامعه از طریق روش‌های کنترل اجتماعی سعی در انطباق او با ارزش‌ها و عقاید و باورهای جامعه می‌کند.